# Sh2-23
Sh2-23 est une nébuleuse en émission visible dans la constellation du Scorpion.
Elle est située à l'extrémité nord de la constellation, en bordure de l'Ophiuchus. Elle apparaît comme une série ténue de filaments difficilement identifiables, visibles au nord et au sud de l'étoile 16 Scorpii. La période la plus appropriée pour son observation dans le ciel du soir se situe entre mai et septembre, tandis que sa position à une courte distance de l'équateur céleste signifie qu'il est clairement visible de presque toutes les zones peuplées de la Terre.
Sh2-23 apparaît en direction de l'étoile 16 Scorpii, une étoile blanche de séquence principale de classe spectrale A4V située à une courte distance de l'association Antares, une brillante association OB liée à l'association Scorpion-Centaure (Sco OB2). Le nuage est composé d'hydrogène ionisé et est situé à environ 200 pc (∼652 al) du Soleil, à une distance similaire à d'autres nuages proches, tels que Sh2-1 et Sh2-7. 16 Scorpii se trouve au premier plan, à environ 77 pc (∼251 al).